# Question at me
「question at me」（クエッション アット ミー）は、林原めぐみの22枚目のシングル。1999年5月28日にスターチャイルドから発売された（KIDA-180）。

## 概要
- 林原めぐみが1999年にリリースしたシングルとしては1作目となった。
- テレビ朝日にて深夜に放送された特撮ドラマ『千年王国III銃士ヴァニーナイツ』の主題歌（エンディングテーマ）で、アニメ以外タイアップは「Until Strawberry Sherbet」以来であり、実写番組のタイアップが付いたのは本作が初めてである（なお、林原本人の出演はない）。

## 記録
- 「Successful Mission」からのシングルチャート連続トップ10入りが本作で途絶えた。

## 収録曲
（全作詞：MEGUMI、作曲：佐藤英敏）
1. question at me [4:25]
編曲：五島翔
  - テレビ朝日系特撮テレビドラマ『千年王国III銃士ヴァニーナイツ』主題歌（エンディングテーマ）
2. 〜それから〜 [4:57]
編曲：小林信吾
3. question at me（off vocal version） [4:25]
4. 〜それから〜（off vocal version） [4:56]

## 収録アルバム
| 曲名           | 収録アルバム                                                                      | 発売日         | 規格品番        | 備考                                                              |
| -------------- | --------------------------------------------------------------------------------- | -------------- | --------------- | ----------------------------------------------------------------- |
| question at me | 『千年王国III銃士ヴァニーナイツ オリジナルサウンドトラック 〜私だけのアレスト〜』 | 1999年8月27日  | KICA-476        |                                                                   |
| question at me | 『ふわり』                                                                        | 1999年10月27日 | KICS-755        | 冒頭の演奏をカットし、ややアレンジを加えたAlbum Versionとして収録 |
| 〜それから〜   | 『ふわり』                                                                        | 1999年10月27日 | KICS-755        |                                                                   |
| 〜それから〜   | 『VINTAGE S』                                                                     | 2000年4月26日  | KICS-790        |                                                                   |
| 〜それから〜   | 『VINTAGE DENIM』                                                                 | 2021年3月30日  | KICS-3980〜3982 |                                                                   |